# 春日虎綱
春日 虎綱（かすが とらつな）は、戦国時代の武将。高坂（香坂） 昌信（こうさか まさのぶ）の名で知られる甲斐武田氏家臣で譜代家老衆。幼名は春日源五郎（かすがげんごろう）。武田晴信 （信玄）・勝頼に仕え、武田四天王の一人として数えられる。

## 姓名及び仮名
一般に「高坂昌信」の名前で知られるが、姓については「高坂」または「香坂」姓を用いたのは最も長くて弘治2年（1556年）から永禄9年（1566年）9月までの11年間である。この「高坂」または「香坂」姓は信濃国更級郡牧ノ島の香坂氏の家督を継承していることに由来する。香坂氏は武田領と反武田の北信濃国人・上杉謙信との境目に位置しつつ唯一武田側に属しており、虎綱が養子に入った背景にも香坂氏の川中島地域における政治・軍事的立場が考慮されたと考えられている。
香坂氏に養子に入った時期は『甲陽軍鑑』によれば、永禄4年に香坂氏が上杉謙信に内通し成敗された時点、または弘治2年（1556年）に小山田昌行（備中守）が水内郡海津城（長野市松代町）から雨飾城に番替えとなると後任として海津城代となり、この時点で「高坂」を称していたとしている。なお、『甲陽軍鑑』は海津城築城を永禄3年としているが、これは史実とは矛盾する。
一方、高野山成慶院『武田家過去帳』では弘治4年時点で「香坂弾正」を称していることが確認される。この他に「香坂」姓の名乗りが確認されるのは、永禄2年11月屋代政国宛判物における副状で、早くとも永禄6年6月まで「香坂」姓を称し、遅くとも永禄9年9月までには復姓している。
仮名として弾正を名乗っていたとされ、しばしば「高坂弾正」と記載する場合もある。永禄2年まで「弾正左衛門尉」を称し、同年以降には「弾正忠」に改めている。
名については、確実な文書上からは実名は「虎綱」であることが指摘されており、春日虎綱または香坂虎綱となる。本記事においては以下、春日虎綱として記述する。

## 生涯

### 出生から香坂氏継承
『甲陽軍鑑』に拠れば、大永7年（1527年）、甲斐国八代郡石和郷（山梨県笛吹市石和町）の百姓春日大隅の子として生まれる。天文11年（1542年）に父の大隅が死去した後、姉夫婦との遺産を巡る裁判で敗訴して身寄りが無くなるが、信玄の近習として召抱えられたという。
はじめは使番として働き、天文21年（1552年）には100騎持を預る足軽大将となり、春日弾正忠を名乗ったという。なお、この間の『天文15年（1546年）推定武田晴信誓詞（東京大学史料編纂所所蔵文書）』は、虎綱を指すとされる「春日源助」宛で晴信と虎綱の衆道関係を示す文書とされていたが、近年は宛名の「春日」姓が後筆である可能性が指摘されている。
武田氏による埴科郡の村上義清攻略が本格化した天文22年（1553年）には信濃佐久郡小諸城（長野県小諸市）の城代となる。同年4月に虎綱が名跡を継承することになる信濃更級郡牧野島の国人の香坂氏が武田家に出仕している。
その後、虎綱は香坂氏をはじめとする川中島衆を率いて越後上杉氏に対する最前線にあたる海津領の守将を任された。川中島衆となる北信の寺尾・屋代両氏の取次役を務めている。海津城は武田氏と上杉氏の争いにおいて最前線に位置し、『軍鑑』に拠れば永禄4年（1561年）8月には上杉謙信が侵攻し、虎綱は海津城において籠城し、同年9月4日には川中島において第4次川中島の戦いが発生する。『甲陽軍鑑』によれば妻女山攻撃の別働隊として戦功を挙げ、引き続き北信濃の治世にあたったという。
『軍鑑』に拠れば、その後も元亀3年（1572年）の三方ヶ原の戦いなど、武田氏の主だった戦いに参戦したという。

### 勝頼期の活動から晩年
元亀4年（1573年）4月の信玄死後の勝頼期にも海津城代として上杉氏に対する抑えを任されている。天正3年（1575年）5月21日の長篠の戦いには、上杉軍の抑えとして参戦せずに海津城を守備していたが、嫡男の高坂昌澄が戦死している。『軍鑑』に拠れば武田勝頼期には一門の武田信豊や穴山信君、譜代家臣の跡部勝資・長坂光堅らが台頭していたといわれ、春日虎綱らの老臣は疎まれていたという。
天正3年（1575年）5月、長篠の戦いで武田勝頼は織田信長・徳川家康連合軍に大敗した。この戦いは武田家にとって有力家臣の多くを失い領国の動揺を招くこととなり『甲陽軍鑑』においても武田家の衰退を決定づけた合戦とされる。武田勝頼は長篠敗戦後に信濃へ逃れ、6月2日に甲府へ帰陣している。『甲陽軍鑑』には、春日虎綱は敗報を聞くと信濃駒場において武田勝頼を出迎え、衣服・武具などを替えさせ敗軍の見苦しさを感じさせないように体面に配慮し、五箇条の献策を行ったとする逸話がある。虎綱の献策が事実であるかは検討を要することが指摘されるが、主に相模国の後北条氏との同盟を強化することと、戦死した内藤昌豊・山県昌景・馬場信春らの子弟を奥近習衆として取り立てて家臣団を再編すること、および長篠敗戦の責任を取らせるため、戦場を離脱したとされる親族衆の穴山信君と武田信豊の切腹を申し立てたとしている。
勝頼期には尾張の織田氏との対決が行われているが、虎綱は天正6年（1578年）の上杉謙信死後に発生した上杉家における御館の乱において、武田信豊とともに上杉景勝との取次を務め、甲越同盟の締結に携わっている。虎綱が甲越間の交渉に携わっている天正6年6月8日付の北条高広・北条景広宛上杉景勝書状を最後に史料からは消え、6月12日付の武田信豊書状では信豊が単独で交渉に携わっており、同年10月からは虎綱の子の信達が登場することが確認される。同年6月14日に海津城において死去したとされる。享年52。
虎綱の命日は複数の説があり、『乾徳山恵林寺雑本』等では天正6年5月11日、『甲斐国志』人物部第五では墓所の明徳寺に伝わる5月初7日死去としているが、甲越間の交渉時期からこの説は整合性が取れない。高野山成慶院「武田家過去帳」では虎綱の命日を「天正6年6月14日巳ノ刻」としており、この説が最も整合性の取れることが指摘される。『武田御日坏帳』によれば、同年7月25日には高野山成慶院で甥の惣次郎による供養が営まれている。法名は弘治2年4月21日に「保雲椿公禅定門」と定められている。

## 虎綱の子孫と『甲陽軍鑑』
春日氏は次男の信達が継承し海津城代も務めるが、天正10年（1582年）3月の武田氏滅亡後は森長可の支配を受ける。同年6月の本能寺の変後、信達は美濃に撤退する森長可を妨害し、越後の上杉景勝に属したが、7月13日、北信での自立を画策する武田遺臣の真田昌幸や北条氏直らと内通したことが発覚し、激怒した上杉景勝によって誅殺され、これにより高坂氏嫡流は滅亡した。さらに慶長5年（1600年）3月、初代川中島藩主として北信濃に入った森長可の弟の森忠政によって信濃に残っていた信達の一族は残らず探し出され18年前に森長可の信濃撤退を妨害した罪で一族全員が磔刑に処された（森家先代実録）。
近世には甲府町年寄の山本金右衛門（春日昌預、1751年3月17日（寛延4年） - 1836年（天保7年））は甲府城下の大店若松屋を営む加藤家の出自で、加藤家は虎綱の子孫を称している。
虎綱の活躍をはじめ信玄・勝頼期の事績を記している『甲陽軍鑑』は江戸時代の元和年間に成立した軍学書で、『軍鑑』自身の奥書によれば原本は虎綱の口述記録で、長篠合戦の後に武田氏の行く末を危惧した虎綱が勝頼や重臣の跡部勝資・長坂光堅らに対する「諫言の書」として記したという。
虎綱の死後も甥の惣次郎と家臣大蔵彦十郎が執筆を継続し、虎綱の海津城代時代の部下である小幡昌盛の子の小幡景憲がこれを入手し、完成させたという。
高坂節三（経済同友会幹事）によると、「高坂家の先祖は甲斐の武田信玄に仕えた武将・高坂弾正忠昌信といわれ、兄（高坂正堯）は自分が戦国武将の末裔であることを非常に誇りに思っていた」という。高坂正堯は自身の長男を「昌信」と名付けている。

## 関連作品
映画
- 杉森修平：『影武者』（1980年・東宝）
- 沖田浩之：『天と地と』（1990年・角川）
- 稲見雅文：『おけちみゃく』（2018年・カエルカフェ）

テレビドラマ
- 村井国夫
  - 『天と地と』（1969年・NHK大河ドラマ）
  - 『おんな風林火山』（1986年・TBS）
- 村上弘明：『武田信玄』（1988年・NHK大河ドラマ）
- 成瀬正孝：『武田信玄』（1991年・TBS大型時代劇スペシャル）
- 里見浩太朗：『風林火山』（1992年・日本テレビ年末時代劇スペシャル　里見は山本勘助と2役を演じている。）
- 金児憲史：『風林火山』（2006年・テレビ朝日
- 田中幸太朗：『風林火山』（2007年・NHK大河ドラマ）役名は春日源五郎→春日虎綱→香坂虎綱
- 大出俊：『天地人』（2009年・NHK大河ドラマ）役名は高坂弾正昌信